# Vzájemná žaloba
Vzájemná žaloba, žaloba navzájem (lat. reconventio) je v civilním procesu dispoziční úkon, kterým žalovaný uplatňuje svůj vlastní nárok proti žalobci v tomtéž řízení. Jde o případ objektivní kumulace. Soud často rozhodne o obou nárocích jedním rozsudkem.